# Лефортовский Вал
Лефо́ртовский Вал — улица в Юго-Восточном округе Москвы в районе Лефортово. Располагается между 2-м Краснокурсантским проездом и проездом Завода Серп и Молот.

## История
Улица Лефортовский вал в Москве ранее входила в состав Камер-Коллежского вала, который представлял собой земляную насыпь с наружным рвом с водой и многочисленными заставами. Вал размещался от Кремля следующим после Садового кольца (Земляного Вала). Длина Камер-Коллежского вала составляла около 37 километров.
Валы устраивались по решению Камер-Коллегии, занимавшейся сбором налогов, как таможенная граница старой Москвы, при пересечении которой торговцами выплачивалась пошлина на ввозимый в город товар.
Предшественником Камер-Коллежского вала был вал Компанейский, учреждённый в 1731 году. Он был возведен водочными откупщиками для недопущения ввоза в Москву не производившейся ими алкогольной продукции.
В 1754 году по указу об упразднении внутриимперских таможен на валу остались только полицейские посты, осуществлявшие паспортный контроль. Камер-Коллежский вал стал неофициальной полицейской границей Москвы (официальный статус был получен в 1806 году).
Ликвидировали заставы на Камер-Коллежском валу в 1852 году, а насыпь была срыта позже. Воспоминание об одной из кольцевых границ Москвы осталось в названиях улиц и площадей.
После Великой Отечественной войны на улице был построен студенческий городок МЭИ с 5-этажными зданиями, столовыми, стадионом, поликлиникой.

## Примечательные здания и сооружения
На улице находятся здания студенческого городка МЭИ, Лефортовская тюрьма (Следственный изолятор № 2 федеральной службы исполнения наказаний России), Московский государственный вечерний металлургический институт, Лефортовские бани, Колледж автомеханики и радиотехники № 27, предприятие «Лефортовский фарфор», Бизнес-центр «Лефортово 15».
По нечётной стороне:
- № 9а — В здании расположены Лефортовские бани.

По чётной стороне:
- № 16а — Семиэтажное здание, построенное в 1957 году по индивидуальному проекту в стиле советского неоклассицизма. Кирпичные нижние этажи облицованы рустованной декоративной плиткой. Два карниза обрамляют третий этаж, по верху здания проходит карниз с фризом и кронштейнами. В 2024 году в здании проведён капитальный ремонт.[2] В здании находится филиал «Сбербанка».

## Транспорт
Ближайшие станции метро —  Лефортово,  Авиамоторная,  Авиамоторная,  Площадь Ильича,  Римская.
Ближайшие железнодорожные платформы —  Серп и Молот,  Авиамоторная и  Сортировочная.
По улице в направлении Энергетической улицы проходит автобусный маршрут 730: Гаражная улица —  Семёновская —  Авиамоторная —  Площадь Ильича/ Римская, с остановкой «ул. Лефортовский вал, 7»
На пересечении улицы с Красноказарменной улицей расположена остановка «Лефортовский Вал», на которой останавливаются:
- трамвайные маршруты
  - 24: Курский вокзал —  Авиамоторная — Проезд Энтузиастов
  - 37: Каланчёвская улица —  Комсомольская —  Красносельская —  Бауманская —  Авиамоторная —  Шоссе Энтузиастов/ Шоссе Энтузиастов —  Новогиреево — Новогиреево
  - 43:  Угрешская —  Дубровка —  Дубровка —  Пролетарская —  Авиамоторная —  Шоссе Энтузиастов — 3-я Владимирская улица
  - 50: Нововоротниковский переулок —  Новослободская —  Менделеевская —  Проспект Мира —  Комсомольская —  Красносельская —  Бауманская —  Авиамоторная — Проезд Энтузиастов
- автобусные маршруты
  - т24:  Авиамоторная —  Красные Ворота
  - 805: Карачаровский путепровод —  Нижегородская —  Авиамоторная — Центр обслуживания населения
  - 859: Карачарово — Платформа Андроновка —  Авиамоторная — Центр обслуживания населения
  - 987:  Авиамоторная — Платформа  Серп и Молот